# Sciophila svengestoeli
Sciophila svengestoeli är en tvåvingeart som beskrevs av Soli 1997. Sciophila svengestoeli ingår i släktet Sciophila och familjen svampmyggor. Inga underarter finns listade i Catalogue of Life.